# George Pollard
Pour les articles homonymes, voir Pollard.

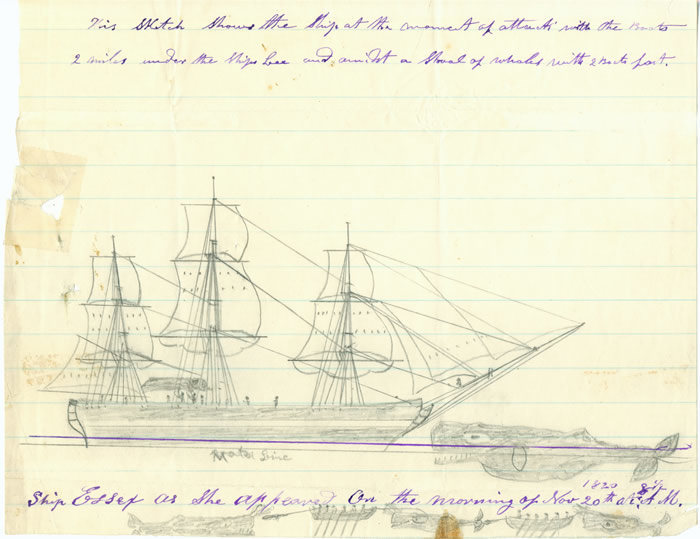
L’Essex attaqué par le cachalot
(croquis des carnets de Nickerson).

George Pollard, né le 18 juillet 1791 à Nantucket et mort dans cette même ville le 7 janvier 1870, est un navigateur américain.

## Biographie
Fils d'un capitaine de baleinier, il devient capitaine de l'Essex en 1819 pour une expédition avec d'autres baleiniers, et quitte Nantucket à son bord avec vingt-et-un hommes. 
Il lutte contre une première tempête et pense alors à revenir pour effectuer les réparations lorsque deux membres d'équipage le convainquent d'atteindre les Açores. Il passe ainsi le cap Horn mais, à environ 2 800 km des îles Galápagos, le navire est attaqué par un cachalot de vingt-six mètres de long et fait naufrage. 
Les hommes se retrouvent alors dispersés dans les trois baleinières et décident de mettre cap au sud. Le 20 décembre 1819, ils échouent sur l'île Henderson, île inhospitalière et décident de la quitter, à l'exception de trois hommes. Ces derniers seront sauvés par un navire commercial, le Surry. 
Les trois navires restants naviguent alors vers l'Amérique du Sud. L'un est isolé par une tempête. À bord des deux autres, restés groupés, les naufragés commencent à souffrir horriblement de la faim. Ils décident  de sacrifier un membre d'équipage, Owen Coffin, et de le dévorer. Ils seront plus tard sauvés par le baleinier Dauphin qui les débarquera à Valparaiso, où ils retrouveront les hommes du troisième navire. 

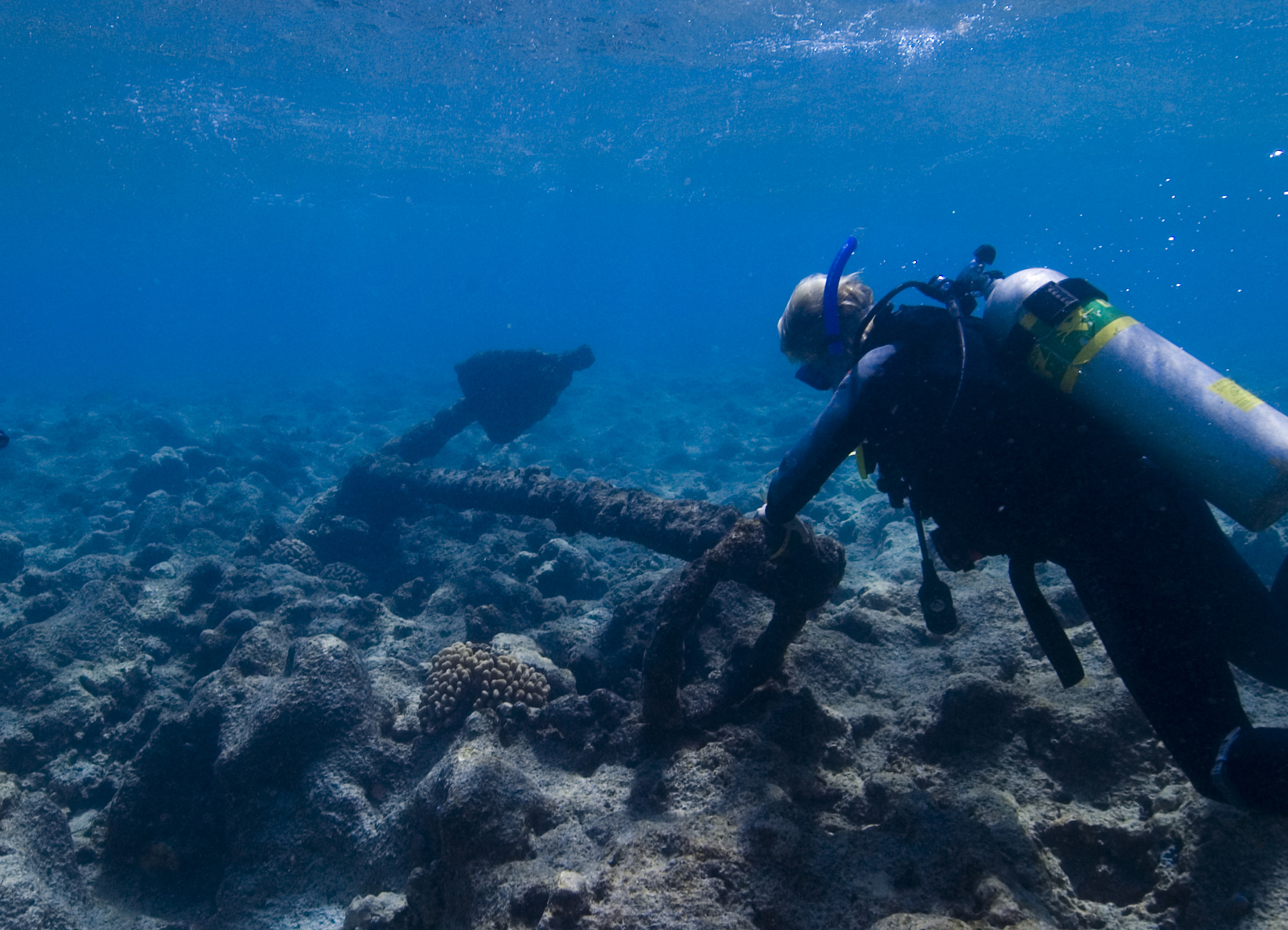
Ancre du Two brothers.

À son retour à Nantucket le 5 août 1821, Pollard doit faire face à la famille de l'homme sacrifié. Il dirige de nouveau une nouvelle expédition désastreuse où il fait naufrage le 11 février 1823 sur le banc de sable de Frégate française avec le Two brothers puis, abandonnant la marine, devient gardien de nuit à Nantucket où il finit sa vie.

## Inspirations
Ses aventures ont inspiré en littérature, Herman Melville pour Moby Dick et Jules Verne pour Le Chancellor. En 1984 a été retrouvé le manuscrit de Thomas Nickerson, un des membres d'équipage, The Loss of the Ship Essex Sunk by a Whale and the Ordeal of the Crew in Open Boats. 
Au cinéma, un film de Ron Howard, Au cœur de l'océan, (2015), raconte le voyage de l'Essex et la vie de Pollard (rôle interprété par Benjamin Walker). 